# Utricularia brachiata
Utricularia brachiata — вид рослин із родини пухирникових (Lentibulariaceae).

## Біоморфологічна характеристика
Багаторічна рослина, літофіт. Бульба 1, біля основи плодоніжки, від кулястої до еліпсоїдної, 1–2 мм. Ризоїди і столони капілярні, прості. Пастки на ризоїдах і столонах, яйцеподібні, ≈ 1&nbspmm. Листя мало, з бульби, голі, листкова пластинка ниркоподібна, 10–30 × 2.5–6 мм, основа серцеподібна і послаблена на довгій ніжці, край цільний, верхівка закруглена до виїмчастої. Суцвіття прямовисні, 3–8 см, 1- або 2-квіткові, голі. Частки чашечки 3–4 мм, голі. Віночок білий, з жовтою плямою біля нижньої губи і фіолетовими смужками на верхній губі; нижня губа майже округла, чітко 5-лопатева; шпора вузько-циліндрична, 2 і більше × довжини верхньої частки чашечки, верхівка тупа; піднебіння зі злегка піднятим обідком, облямоване намистиноподібними волосками; верхня губа значно коротша від верхньої частки чашечки, верхівка 2-лопатева. Зав'язь куляста. Коробочка кулястої форми з вентральним кілем, ≈ 2.5 мм, розщеплюється поздовжньою черевною щілиною. Насіння яйцеподібне, ≈ 0.5 мм, з пучком волосків різної довжини на кожному кінці і кількома коротшими волосками на дистальній поверхні. Період цвітіння: липень — вересень; період плодоношення: серпень — жовтень.

## Поширення
Зростає на півдні Азії: Бутан, пн. Індія, пн. М'янма, Непал, пд. Китай (зх. Сичуань, пд.-сх. Тибет, пн. Юньнань).
Населяє ліси серед мохів на скелях; на висотах від 2600 до 4200 метрів.